# صحراء

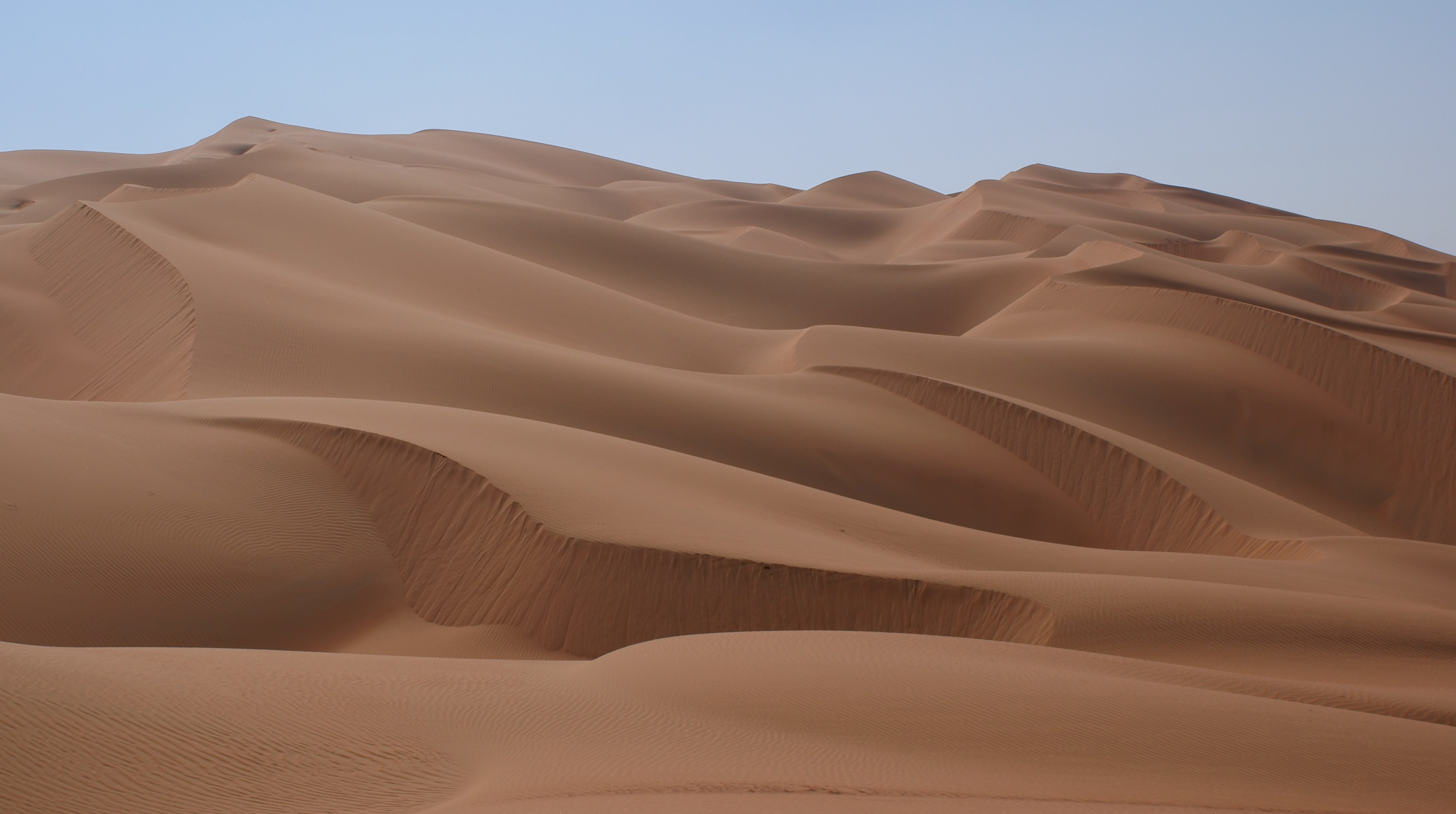
صورة لكثبان الربع الخالي في السعودية

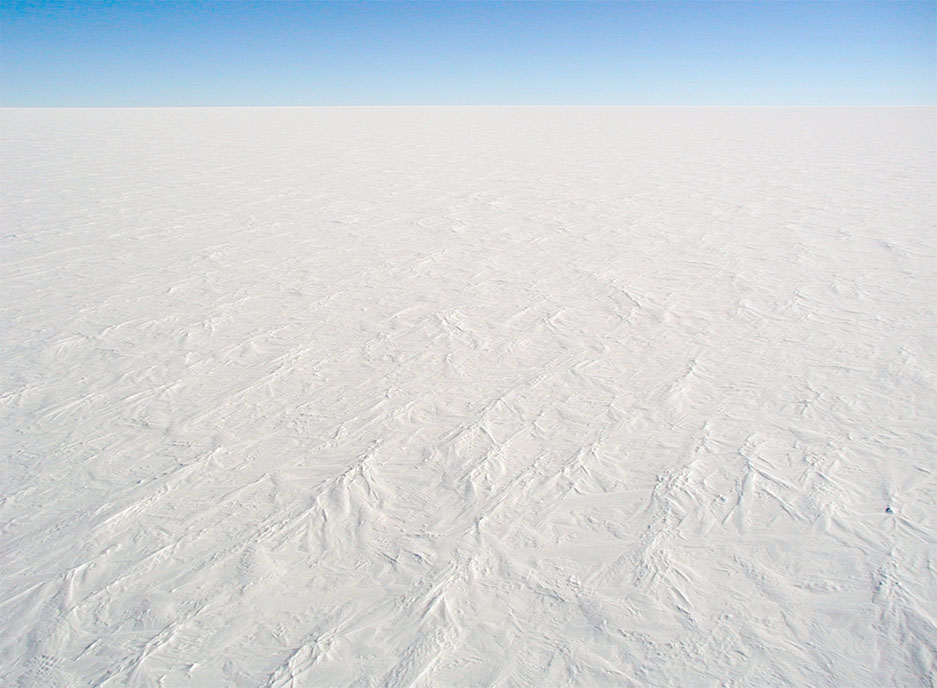
صحراء القطب الجنوبي

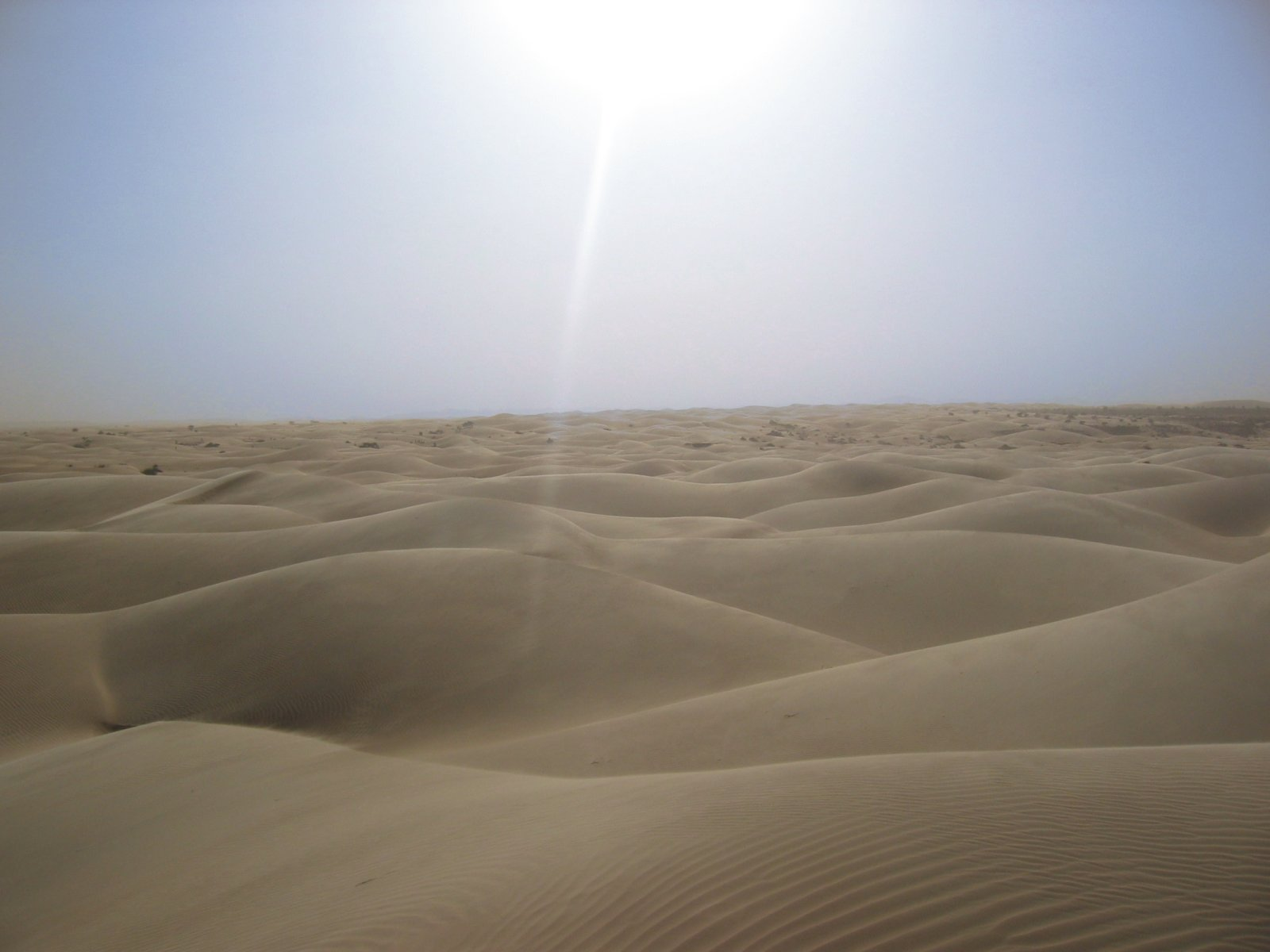
الصحراء الكبرى في شمال إفريقية

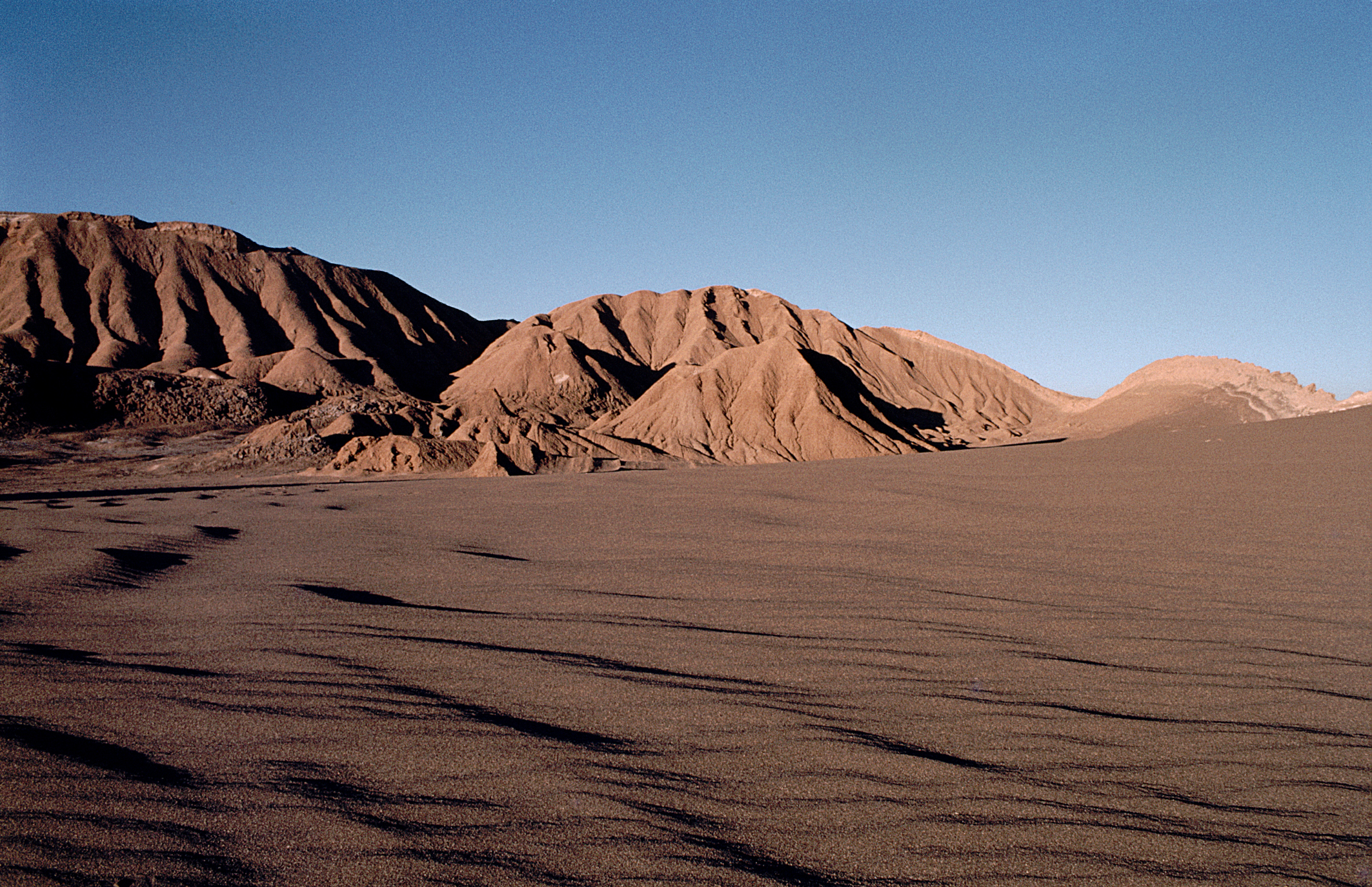
أتاكاما. وما يميز هذه الصحراء عن غيرها هي البرودة العالية حيث يمكن أن تصل درجة الحرارة فيها إلى الصفر المئوي وتنعدم في هذه المنطقة الأمطار بشكل شبه تام لذا فهي المنطقة الأجف في العالم

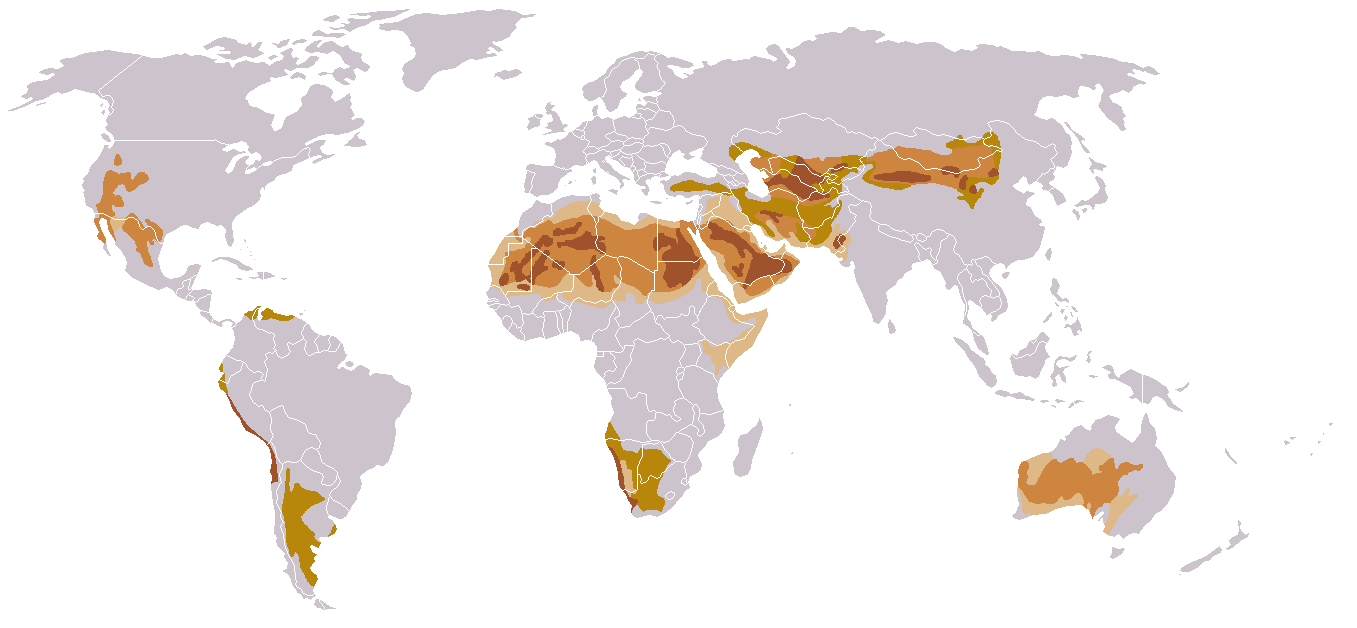
خريطة مناطق توزع الصحارى وشبه الصحارى، بالبني الداكن تشير إلى مناطق الصحراء وبالبني الفاتح مناطق شبه الصحارى أو مناطق حرجة معرضة لخطر تصحر وشيك.

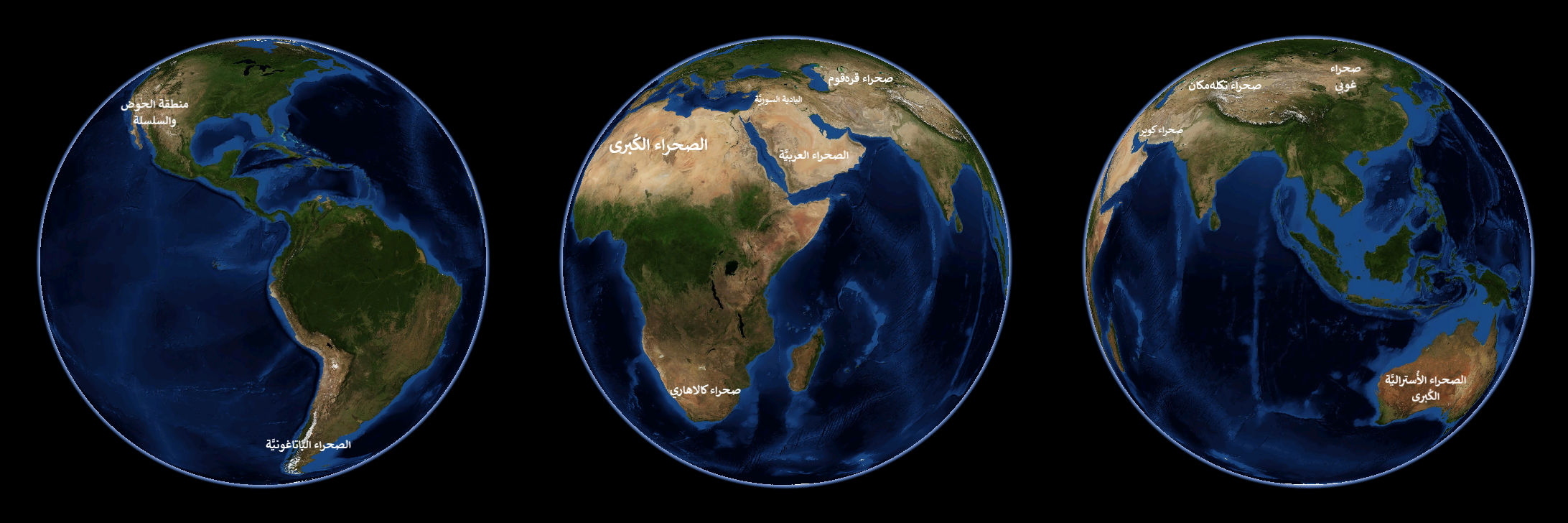
صحارى العالم من الفضاء

الصَّحْرَاءُ (بالإنجليزية: Desert) هي منطقة قاحلة حيث المطر قليل جداً، وبالتالي فظروف الطقس معادية للحياة النباتية والحيوانية. وإن انعدام الغطاء النباتي في الصحراء يعرض سطحها لعمليات التعرية. حوالي ثلث سطح اليابسة في العالم قاحل أو شبه قاحل، وهذا يشمل الكثير من المناطق القطبية حيث هطول الأمطار قليل، وتسمى هذه المناطق القطبية ب«الصحاري القطبية». تصنف الصحارى حسب كمية الأمطار التي تسقط، أو درجة الحرارة التي تسود، أو أسباب التصحر أو الموقع الجغرافي.
تُسهم العوامل الجوية في تشكل الصحارى؛ فالاختلافات الكبيرة في درجات الحرارة بين النهار والليل تُفتت الصخور. وعلى الرغم من ندرة الأمطار، قد تحدث سيول مفاجئة تؤدي إلى فيضانات، وتُفتت الأمطار الساقطة على الصخور الساخنة هذه الصخور إلى شظايا تتآكل بفعل الرياح. تحمل الرياح جزيئات الرمل، فتُشكل كثبانًا رملية أو أسطحًا صخرية ملساء تُعرف بالأرصفة الصحراوية.
يمكن أن تتشكل بحيرات مؤقتة أو واحات بوجود مصادر مياه جوفية. تتطلب الحياة النباتية والحيوانية في الصحراء تكيفات خاصة؛ فالنباتات غالبًا ما تكون ذات أوراق صغيرة أو خالية من الأوراق، بينما تتميز الحيوانات بنشاط ليلي أو الهروب إلى الظل أو الاختباء تحت الأرض للحفاظ على برودة أجسادها.
تكيَّف البشر للعيش في الصحارى والأراضي شبه القاحلة لآلاف السنين من خلال الترحال والرعي، أو الاستقرار حول الواحات. ويُمكن استصلاح الأراضي الصحراوية للزراعة بواسطة أنظمة الري.
للصحارى أهمية تاريخية واقتصادية؛ فقد كانت ممرات لطرق التجارة، وهي غنية بالمعادن، وتعد مصدرًا واعدًا للطاقة الشمسية. كما تُضفي المعادن المختلفة ألوانًا فريدة على بعض الصحارى.

## الصحراء في اللغة
الصَّحْرَاءُ هي الأرض المستوية في لين وغِلَظ دون القُفّ، أو الفضاء الواسع الذي لا نبات فيه، والجمع: صَحارَى وصَحارِي وصَحْراوات، وجاءت مشددة في بيت الشعر التالي:
وقد أغدو على أشْقَ رَ يَجْتاب الصّحارِيّا.

## أكبر عشر صحارى بالعالم
فيما يلي قائمة بأكبر صحارى العالم:
| المرتبة | الصحراء                                       | المساحة (km²) | المساحة (mi²) |
| ------- | --------------------------------------------- | ------------- | ------------- |
| 1       | القارة القطبية الجنوبية (القطب الجنوبي)       | 14,200,000    | 5,500,000     |
| 2       | منطقة قطبية شمالية (المنطقة القطبية الشمالية) | 13,900,000    | 5,400,000     |
| 3       | الصحراء الكبرى (إفريقية)                      | 9,100,000     | 3,500,000     |
| 4       | الصحراء العربية (الشرق الأوسط)                | 2,600,000     | 1,000,000     |
| 5       | صحراء جوبي (أسيا)                             | 1,300,000     | 500,000       |
| 6       | صحراء باتاغونيا (أمريكا الجنوبية)             | 670,000       | 260,000       |
| 7       | صحراء فكتوريا الكبرى (أستراليا)               | 647,000       | 250,000       |
| 8       | صحراء كالهاري (إفريقية)                       | 570,000       | 220,000       |
| 9       | صحراء الحوض العظيم (شمالي أمريكا)             | 490,000       | 190,000       |
| 10      | الصحراء السورية (الشرق الأوسط)                | 490,000       | 190,000       |

## الحياة في الصحراء

### النباتات الصحراوية

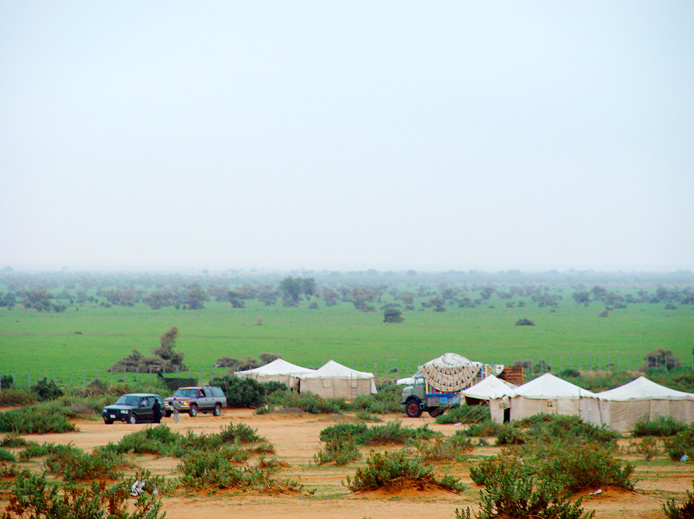
صحراء في حفر الباطن بالسعودية بعد الأمطار

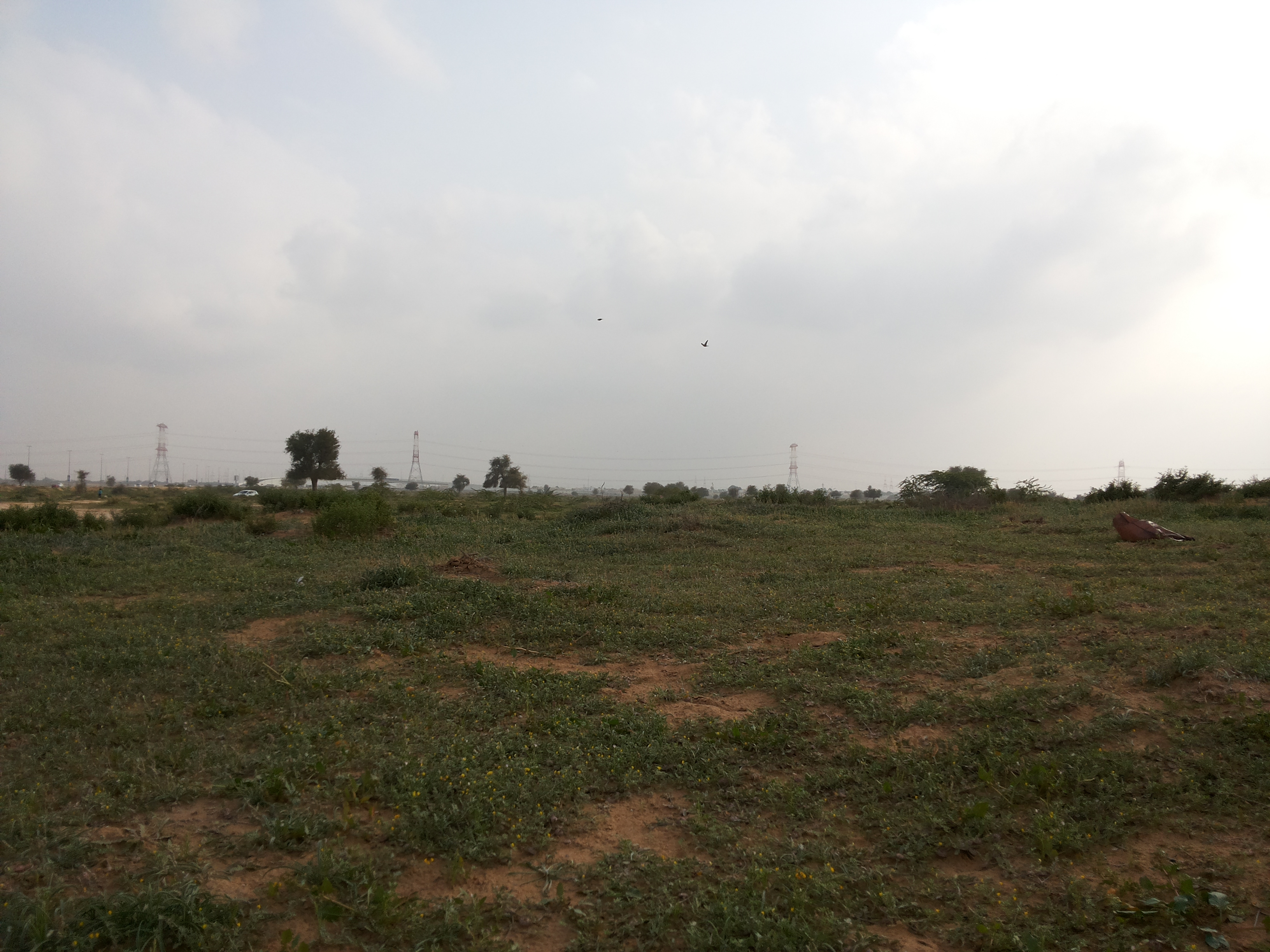
صحراء في إمارة عجمان بدولة الإمارات بعد أمطار الشتاء (2014)

تتأثر النباتات الصحراوية بالحرارة وجفاف الأرض وتسعى للحصول على شيء من الماء القليل المتوافر في أماكن وجوده، ثم لاتعيش منها سوى بعض النباتات التي أخذت كفايتها من الماء، ولذلك تكون الثغرات واسعة بين نبتة وأخرى، وتذبل النباتات التي لم تحصل على الماء الكافي.
تمتص بعض النباتات الماء من المياه الجوفية، ففي أمريكا مثلا، يوجد شجر المسكيت الذي يمتص الماء على عمق 12 م، تحت الأرض، وأشجار أخرى تختزن كميات من الماء في أوراقها وجذورها وجذوعها، مثل نبات الصبار ليحتفظ بماء الأمطار فينتفخ ساقه، فإذا جف الماء منه يتقلص وينكمش. وتبقى بعض النباتات يانعة بعد هطول الأمطار لفترة قصيرة بفضل الماء المخزون في أوراقها وجذوعها. تستهلك الأوراق كثيرًا من الماء. فإذا سقطت يتوافر الماء للجذع، وهناك أشجار أخرى لها أوراق دقيقة جدًا، فلا تستهلك إلا قليلاً من الماء المتوافر في الجذع، وتبقى النبتة يانعة بين موسمين من الأمطار. وبعد سقوط الأمطار، تتفتح الأزهار بألوانها الزاهية، وتورق الأشجار وتخضر، فتصبح مساحات الصحراء جميلة، ثم لاتلبث الأزهار أن تذبل بعد توقف الأمطار.

#### الصبار
تقوم الأشواك في نبتة الصبار مقام سياج من الأسلاك الشائكة. فهي تصون النبتة وتمنع معظم الحيوانات من أكلها، ومن أنواع الصبار السجوار (saguaro) وهي أطول نباتات الصبار. قد يصل ارتفاعها إلى 12 متراً، أي ما يزيد عن ارتفاع أربعة جمال مجتمعة، وعوضاً عن الأشواك، تكون بعض نباتات الصبار مموهة حتى لا تلفت انتباه الحيوانات فمثلاً يشبه الصبار الحجري الحصى إلى حد بعيد.

### الحيوانات الصحراوية
تشتمل الحيوانات الصحراوية على عدد كبير من الحشرات والعناكب والزواحف والطيور والثدييات. كما تفد إلى الصحراء، بعد سقوط الأمطار، حيوانات برية مثل الأيائل. أما الحيوانات الضخمة فتلجأ إلى الأماكن الظليلة طوال النهار فتبرد أجسامها، إذ يتبخر الماء فوق جلودها، ويعوض بماء آخر من المأكولات التي تتغذى بها، وتضاف إليها مياه أخرى إذا وجدت في بعض المنخفضات، وكذلك فإن عملية الهضم تضيف الماء في جسم بعض الحيوانات مثل الإبل التي تستفيد من هذا المصدر المائي المهم، فيستطيع الجمل البقاء بدون ماء لعدة أشهر. كما أن للجمل مصدرًا آخر لتوليد الطاقة في جسمه، حيث أن سنام الجمل مستودع لكميات كبيرة من الشحم، وباستطاعته أن يعيش على هذه الطاقة إذا جف جسمه من الماء الضروري.
كما أن اليربوع والفأرة الكنغر. لا يشربان الماء. فهما يحصلان على كل حاجتهما من الماء من بذور النباتات وغيرها من المواد الغذائية.

#### الجمل
يستطيع الجمل أن يسير لأيام عدة، من دون ماء وحتى لأسابيع شرط أن تتوفر له بعض النباتات المليئة بالعصارة ليتغذى بها. عندما يحصل الجمل على الماء، فبوسعه أن يشرب أكثر من 100 ليتر في غضون 10 دقائق.
- من الجمال نوعان: الأول: هو الجمل العربي الوحيد السنام، والثاني: هو الجمل ذو السنامين أو القرعوس من آسيا.
- يستطيع الجمل أن يسير لأسابيع عدة من دون طعام لأن سنامه أشبه بحقيبة ظهر يخزن فيه الطعام على شكل دهون.

## تطور الصحراء وتغيرها

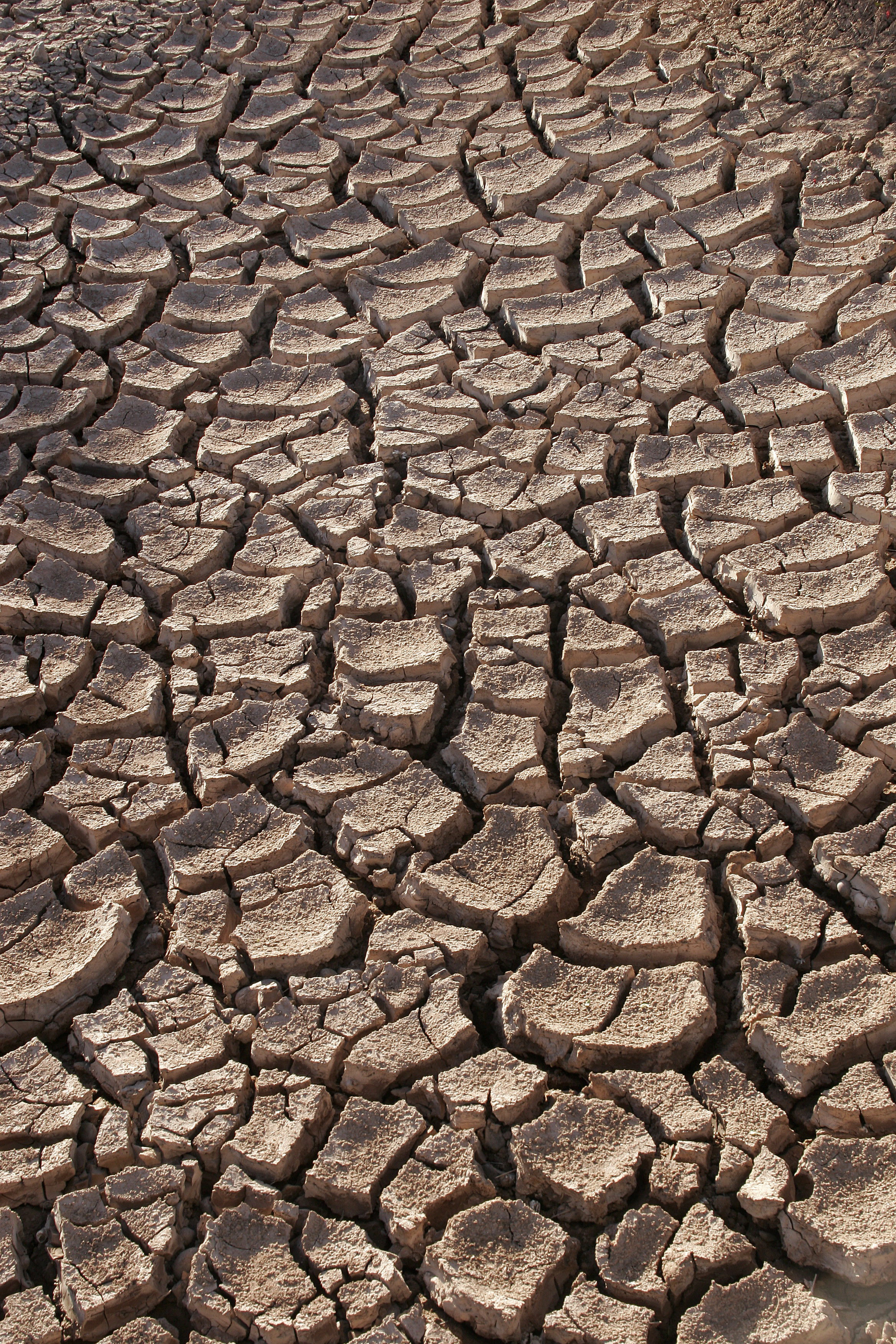
أرض جافة في صحراء سونوران، سونورا، المكسيك

الري يوفر الماء الضروري لنمو المحاصيل في الصحراء. ويمكّن مشروع الري في الصحراء الليبية المزارعين من زراعة الفصفصة بأراضيهم.
تقع معظم الأراضي الصحراوية ما بين دائرتي عرض 15°و 35° شمال وجنوب خط الاستواء، أي في مناطق الضغط الجوي المرتفع، حيث تهب الرياح باردة ثم تدفأ. وتتكون مناطق الضغط المرتفع بحركة الرياح فوق الأرض، فالهواء الدافئ ينبعث من خط الاستواء ويهب شمالاً وجنوبًا. وكلما ارتفع الهواء قلّت درجة حرارته، وتتساقط منه قطرات الرطوبة فوق المناطق المجاورة لخط الاستواء. فإذا بلغ الهواء مستوى دائرة عرض 15° شمالاً أو جنوبـًا، يأخذ في الهبوط فيسخن من جديد، وهكذا تتكون حالات الجفاف في الصحراء.
وتميل إلى حالة الجفاف أيضـًا كل المناطق التي تفصلها المرتفعات عن شاطئ البحر، ذلك لأن الرياح التي تهب من البحر تفقد رطوبتها، كلما ارتفعت فوق القمم، فتبرد ثم تنخفض على سفح الجبال نحو الأراضي الداخلية، وكلما انخفضت ارتفعت درجة حرارتها، ومن ثم تجف. ومن هذا الهواء الدافئ الجاف يتكون ظل المطر وهو منطقة جافة، ويعتقد العلماء أن الأراضي الصحراوية في أمريكا الشمالية تكوّنت من أراضٍ مماثلة قبل آلاف السنين، ومنذ ذلك العهد الغابر لم يحدث أي تغيير في العوامل الطبيعية المكونة للصحراء.
إلا أن يد الإنسان عملت على انتشار هذه المناطق. حيث تسببت في إتلاف الملايين من المساحات الزراعية سنوياً وكلها من الأحزمة الخصبة المتاخمة للأراضي الصحراوية وذلك نتيجة عدم الاهتمام بخدمة الأرض، وقطع الأشجار، والرعي الجائر، وفتح المناجم. وقد اتخذت بعض الإجراءات لوضع حد لإتلاف التربة الخصبة وزحف الصحراء عليها واسترجاع ما تلف منها، ومن بين هذه الإجراءات، غرس الأشجار في الأراضي القاحلة للحد من تأثير الرياح التي تتسبب في زحف الرمال على التربة، ومن ثم تحويل مجرى الرياح عن المحاصيل الزراعية، واتّباع أفضل الأساليب في زراعة الأرض، وكذلك تقليل المراعي حول الأراضي القاحلة. وكل هذه إجراءات فعالة لوقف زحف الصحراء على الأراضي الزراعية.

## الإنسان والصحراء
المناطق الصحراوية يصعب العمران فيها، إلا أن بعض الناس تأقلموا على الحياة تحت الحرارة المستمرة، والجفاف الدائم. ففي أمريكا الشمالية يستعمل السكان في المناطق الصحراوية وهم من الهنود والمكسيكيين اللَّبِن والطين لبناء بيوتهم، فتمنع عنهم حرارة القيظ. وكذلك يفعل سكان المناطق القاحلة في شبه الجزيرة العربية. سكانها تأقلموا على تلك الظروف القاسية يطلق عليهم في الوطن العربي البدو.
ومعظم سكان الصحراء في إفريقيا وآسيا رعاة يتنقلون من مكان لآخر، بحثـًا عن الماء والكلأ للماشية. ويسكنون الخيام ويلفون أجسامهم في ثياب طويلة تقيهم حرارة الشمس المحرقة ولفحات الزوابع الرملية.
وفي مناطق صحراوية أخرى أصبح الناس يستعملون أجهزة التكييف في بيوتهم، ويعتمدون على حفر الآبار للسقي، مما سهل عليهم تحمل الحياة في البيئة الصحراوية.

## البناء في الصحراء
تبنى من تربة الصحراء بيوتاً من الطين حيث تخلط تربة الصحراء مع مخلفات النباتات كالتبن وروث البقر والماء بمقادير معينة وتصنع منه اشبه بالبلك المربعة الشكل أو المستطيلة بعد وضعها بألواح الخشب أو الفلين وتعرض في الشمس حتى تجف تماماً ثم يبدأ البناء ويكون السقف من الخشب ومربع الشكل بشرط ترك فتحات للأمطار لتجري بسرعة أو على شكل جملون هرمي لضمان نزول المطر بسرعة وهذه المنازل غالباً ما تكون باردة.

## حرارة الصحراء
على الرغم من أن المناطق الصحراوية لا تتلقى كمية من أشعة الشمس تفوق كثيراً ما تتلقاه المناطق المعتدلة، إلا أن غياب الغطاء النباتي والغيوم يسبب ارتفاع درجة الحرارة في المناطق الصحراوية بشكل أكثر من المناطق المعتدلة. حيث أن الغطاء النباتي والغيوم يسهمان في عكس جزء من أشعة الشمس وحرارتها إلى الفضاء مرة أخرى، مما يسبب انخفاض درجة الحرارة بشكل نسبي، وهو ما لا يحدث في المناطق الصحراوية.
في المقابل نجد أن الصحارى تفقد هذه الحرارة التي اكتسبتها خلال النهار بشكل أسرع من المناطق الأخرى، فتفاوت درجات الحرارة بين الليل والنهار أكبر منه في المناطق الأخرى، والسبب في ذلك هو نفسه السبب في ارتفاع درجات الحرارة نهاراً، أي غياب الغطاء النباتي والغيوم، واللذان يتسببان في إعاقة تسرب الحرارة إلى الفضاء أثناء الليل. وبسبب فقر الصحارى إلا هاذين العاملين نجد أن الحرارة تنخفض بسرعة في الليل.
في العديد من الصحارى حول العالم، يكون القيظ شديداً أثناء النهار بما يكفي لقلي بيضة على صخرة. لكن القيظ لا يبلغ هذا الحد في الصحارى جميعها. ففي بعض الصحارى، يكون الصيف قائضاً والشتاء قارصاً.

### السراب
إن انعكاس ضوء السماء يتسبب بظاهرة السراب، وينشأ السراب عن انحناء أشعة الشمس أثناء عبورها طبقات الهواء الساخنة القريبة من سطح الأرض، يسمى هذا الانحناء علمياً (بالانكسار).

## البحار العتيقة في بلدان العرب

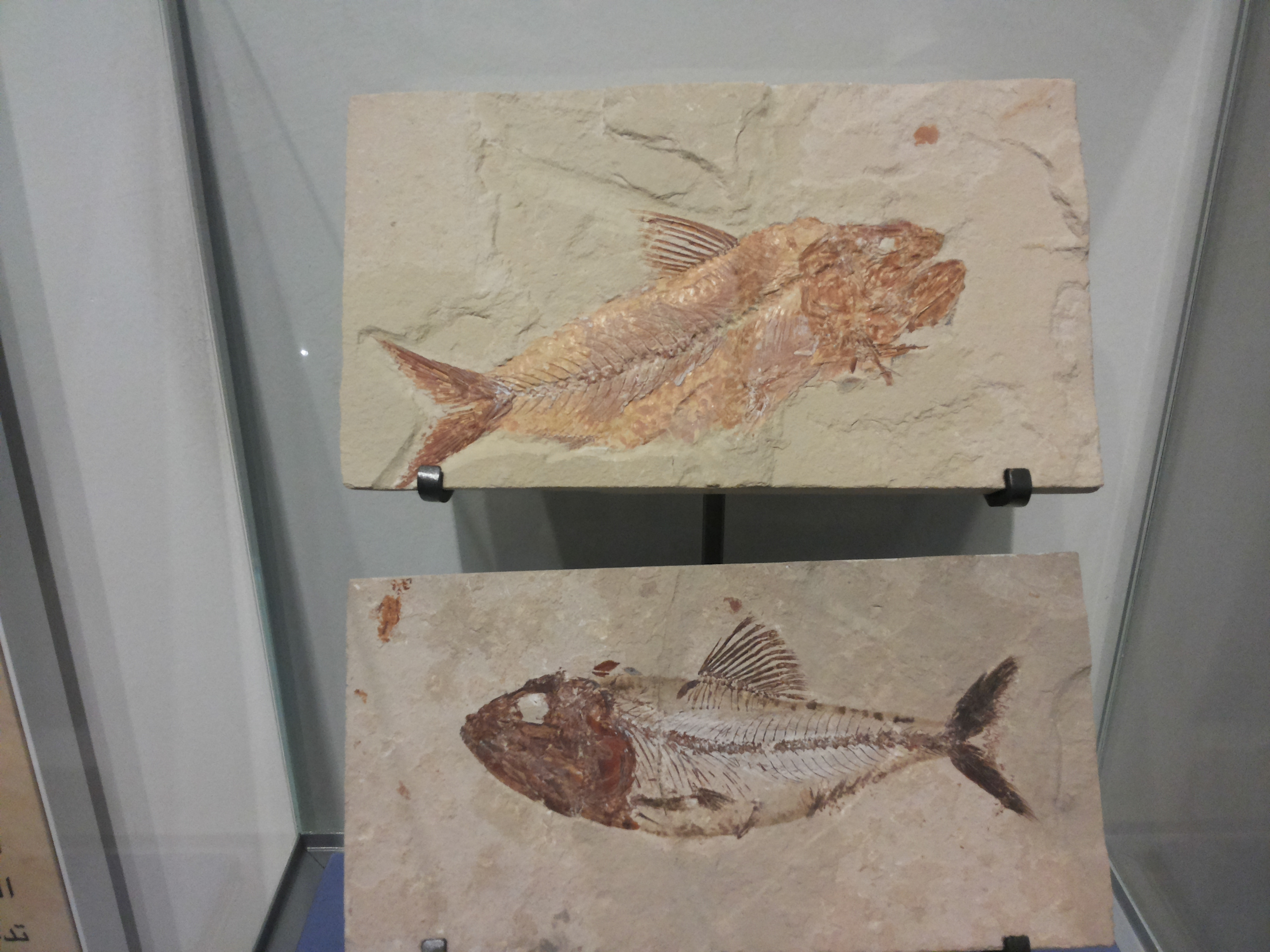
سمكة أحفورية في صخرة جيرية في متحف الشارقة البحري ضمن مربى الشارقة للأحياء المائية الشارقة الإمارات العربية المتحدة 2013

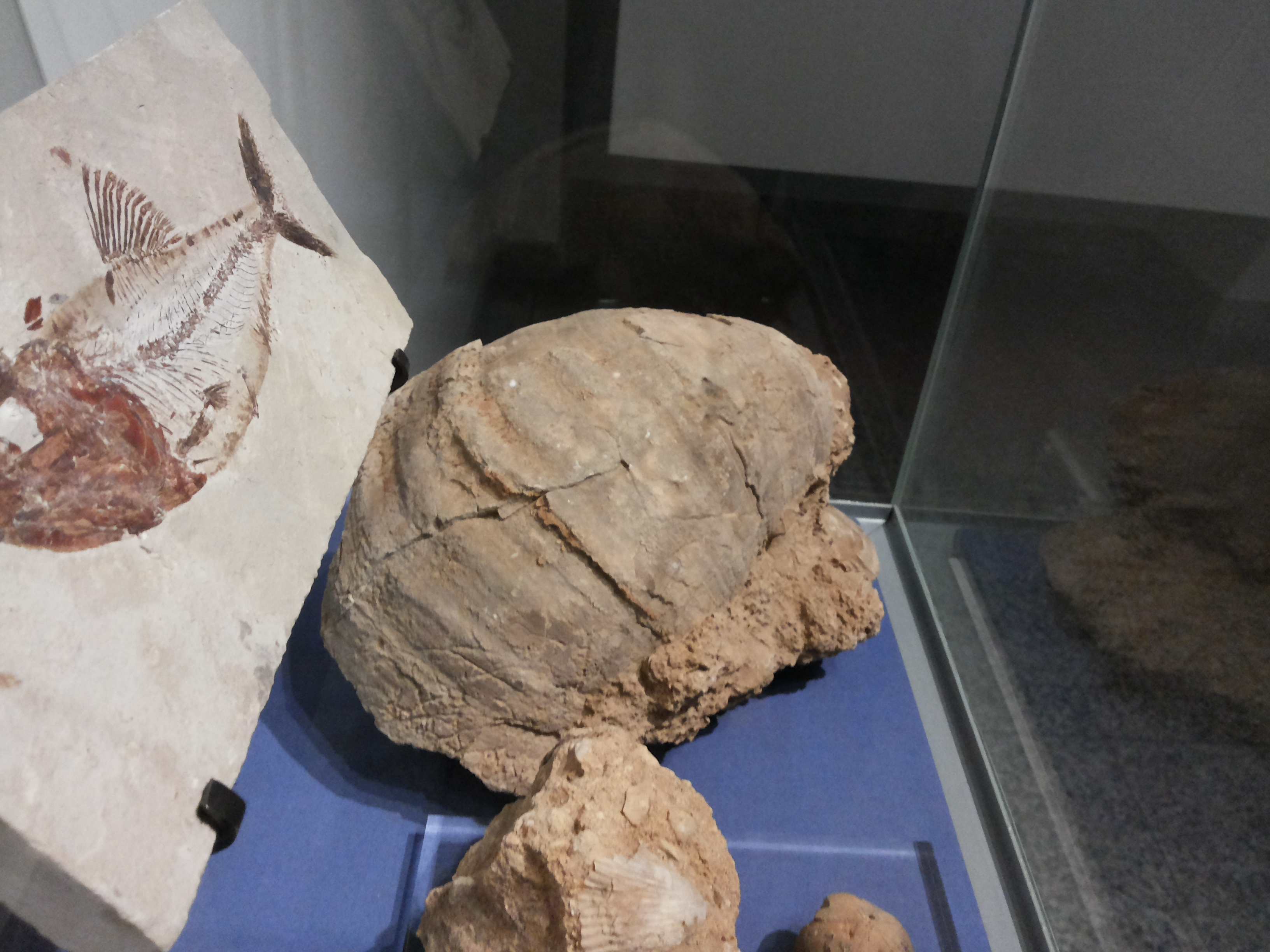
سمكة وصدفتان أحفورية في متحف الشارقة البحري ضمن مربى الشارقة للأحياء المائية الشارقة الإمارات العربية المتحدة 2013

بينت الصخور والأحافير المنتشرة في شبه الجزيرة العربية ومنطقة الشرق الأوسط أن هذه المنطقة كانت مغطاة بالبحار المدارية منذ ملايين السنين. ومثال ذلك الصورتان على اليسار التي تبين سمكتان أحفوريتان وصدفة وقنفذ بحري، وهذه العينات أتت من التلال الجيرية المحلية التي تدعى الجبال (في دولة الإمارات العربية المتحدة).

## ظاهرة الصفير
عند تحرك رمال الكثيب أو المشي عليها، قد تصدر صفيراً أو أصواتاً أخرى غريبة، وسبب ذلك هو ظاهرة الصفير والتي تحدث في ظروف خاصة. وقد تعزى هذه الظاهرة إلى الأصوات الغريبة التي كان يسمعها العرب قديماً وسموها بعزيف الجن.